# Andrew Reynolds
Andrew Reynolds (Lakeland (Florida), 6 juni 1978) is een professionele skateboarder. Hij is regular, wat betekent dat zijn linkervoet voor staat op een skateboard. De trick waar hij in uitblinkt is de Fs Flip (Frontside 180° Kickflip). Deze heeft hij over allemaal grote trappen gedaan, zoals de Wilshire 16, the LOVE Gap, the Hollywood High 16 and the Wallenburg Set. Hij is tevens eigenaar en oprichter van het bedrijf Baker Skateboards.

## Prijzen
In 1998 is Reynolds verkozen tot Skater Of The Year door Thrasher Magazine.

## Computerspellen
Reynolds is te zien in Tony Hawk's Pro Skater, Tony Hawk's Pro Skater 2, Tony Hawk's Pro Skater 3, Tony Hawk's Pro Skater 4, Tony Hawk's Underground Tony Hawk's American Wasteland Tony Hawk's Project 8 en Tony Hawk's Proving Ground.
Naast de Tony Hawk series zit hij ook als personage in Skate 3.

## Huidige Sponsoren
- Baker Skateboards
- Spitfire
- Vans
- Independent Trucks
- Altamont Apparel
- Active Mailorder
- Boost Mobile
- Shake Junt Griptape

## Trivia
Hij is de eerste om de LOVE Gap met een succesvolle Frontside 180° Kickflip te landen.